# الانتخابات البرلمانية العراقية (1946-1947)
أجريت انتخابات برلمانية في العراق في الفترة ما بين 21 نوفمبر 1946 و10 مارس 1947 لانتخاب أعضاء مجلس النواب .

## خلفية
خلال حكومة توفيق السويدي (فبراير إلى يونيو 1946)، عُدل قانون الانتخابات لعام 1924. زاد عدد مقاعد مجلس النواب إلى 138 وتم تقسيم المحافظات إلى دوائر انتخابية أصغر . أجريت الانتخابات من قبل حكومة نوري السعيد (1946-1947). قاطعت خمسة أحزاب ( الأحرار، الاتحاد الوطني، التحرير الوطني، الشيوعي العراقي، وحزب الشعب) الانتخابات، متهمة الحكومة بالتدخل في العملية الانتخابية.

## النتائج
فازت الأحزاب المؤيدة للحكومة بالانتخابات. كذلك فاز حزبان معارضان، هما حزب الاستقلال العراقي والحزب الوطني الديمقراطي، بخمسة مقاعد لكل منهما. انعقد البرلمان الجديد في 17 مارس 1947، وانتخب عبد العزيز القصاب رئيسًا له. كُلِف صالح جبر بتشكيل حكومة جديدة، والتي تشكلت في 29 مارس 1947.

## تبعات
بعد احتجاجات 1948 ضد تجديد المعاهدة الأنجلو عراقية لعام 1930 واتفاقية بورتسموث، استقال صالح جبر في 29 يناير 1948. فشكل السيد محمد حسن الصدر حكومة جديدة. عززت هذه الأحداث من قوة أحزاب المعارضة. فحُل البرلمان لاحقًا في 20 فبراير 1948 للسماح بمزيد من المشاركة السياسية في الانتخابات الجديدة.

## طالع أيضًا
قائمة أعضاء مجلس النواب العراقي - الدورة الحادية عشر